# Caminho de Ferro de Goba
Caminho de Ferro de Goba (CFG), também chamado de Caminho de Ferro Suazilândia-Maputo, é uma ferrovia que liga a cidade de Maputo, em Moçambique, à cidade de Matsapha, em Essuatíni. Possui 71 ou 226 km de extensão dependendo das fontes, em bitola de 1067 mm.
No trecho moçambicano, entre Maputo e Goba, a empresa administradora é a Portos e Caminhos de Ferro de Moçambique (CFM); já no trecho essuatiniano, entre a cidade de Mlawula e a de Matsapha, a administração é feita pela empresa Ferrovias de Essuatíni (Eswatini Railways-ESR).
Seu ponto de escoamento principal está no Porto de Maputo-Matola.

## História

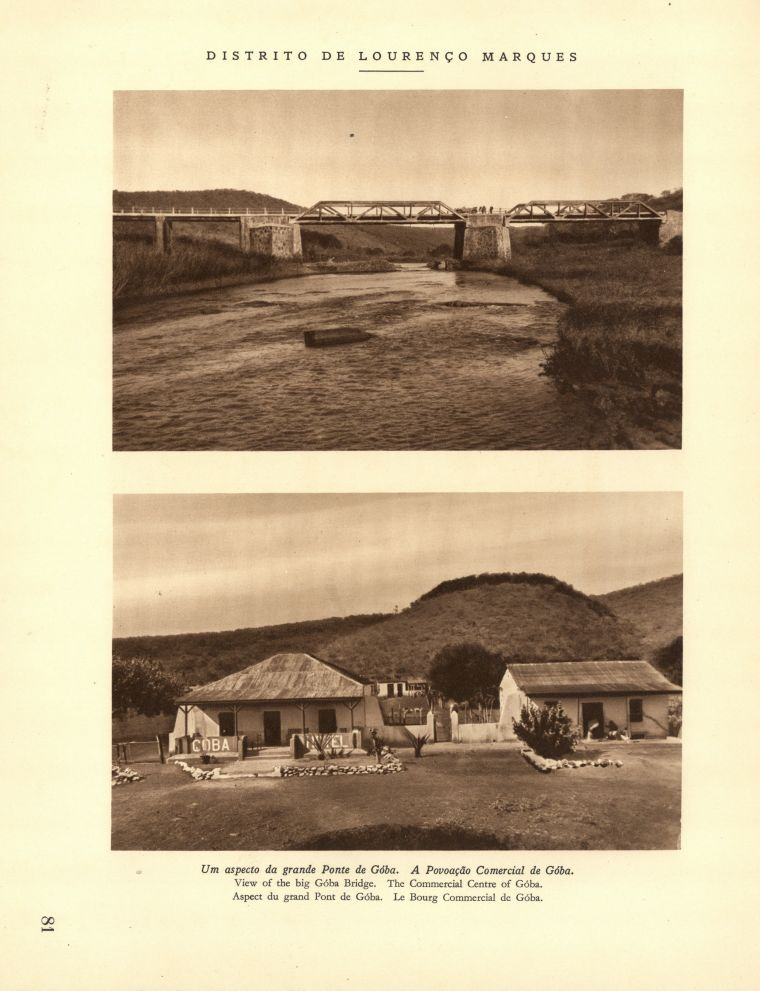
Acima: ponte rodoferroviária de Goba, em 1929; abaixo: aspecto da estação ferroviária de Goba, em 1929.

Em 1902, a administração britânica de Essuatíni celebrou um termo de compromisso com a administração portuguesa de Moçambique para a construção de uma linha ferroviária que partiria do porto de Maputo, chegando até Mebabane. As obras iniciaram-se em 1903, mas o trecho moçambicano até Goba somente foi aberto em 1912. Após chegar à fronteira, a ferrovia não rumou para o interior do Essuatíni, com as obras paralisando.
Em 1927, a Ferrovia da Zululândia, na União Sul-Africana, chegou a Golela, na fronteira sul de Essuatíni, porém continuava sem atingir as terras interiores essuatinianas. O desenvolvimento da mina de Ngwenya, na década de 1960, deu um novo impulso à construção de ferrovias em Essuatíni. Entre 1961 e 1964, a linha leste-oeste foi construída de Goba para Matsapha e depois para Ngwenya. A mineração em Ngwenya cessou em 1980 e o trecho ferroviário entre esta cidade e Matsapha foi abandonado.
A Guerra da Independência de Moçambique e a Guerra Civil Moçambicana subsequente causaram interrupções no comércio portuário de Essuatíni através de Moçambique e, em 1977, as Ferrovias da África do Sul concordaram com a construção de um elo entre a estação ferroviária de Golela e o trecho existente em Phuzumoya e Mpaka. Essa linha, inaugurada em 1978, deu a Essuatíni acesso ferroviário a Durban e Richards Bay.
Em 1986, foi aberta a ligação norte, conectando Komatipoort a Mpaka, fornecendo uma rota mais curta e/ou alternativa para o tráfego de cargas e passageiros de Essuatíni e do leste sul-africano até o porto de Richards Bay, quebrando muito do tráfego e das cargas transportadas por Maputo.

## Estações principais
As principais estações do CFG são:
- Estação de Maputo
- Estação de Matola
- Estação de Boane
- Estação de Goba
- Estação de Mlawula
- Estação de Mpaka
- Estação de Phuzumoya
- Estação de Matsapha

## Ramais
O principal dos ramais da ferrovia de Goba é o de Salamanga, com 54 km de extensão, conectando Boane à vila industrial de Salamanga. É um ramal de tipo industrial, utilizado basicamente para transporte de calcário.
Possui ainda o ramal de manobras de Mpaka.